# Горња Липовача
Горња Липовача је насељено мјесто на подручју града Градишка, Република Српска, БиХ. Према попису становништва из 1991. у насељу је живјело 992 становника.

## Становништво
| Националност       | 1991.        | 1981.        | 1971.        |
| Муслимани          | 823 (82,96%) | 722 (85,64%) | 312 (88,38%) |
| Срби               | 39 (3,93%)   | 35 (4,15%)   | 4 (1,13%)    |
| Хрвати             | 32 (3,22%)   | 24 (2,84%)   | 26 (7,36%)   |
| Југословени        | 48 (4,83%)   | 33 (3,91%)   | 0            |
| остали и непознато | 50 (5,04%)   | 29 (3,44%)   | 11 (3,11%)   |
| Укупно             | 992          | 843          | 353          |

| Демографија | Демографија | Демографија |
| Година      | Становника  | Становника  |
| ----------- | ----------- | ----------- |
| 1961.       | 163         |             |
| 1971.       | 353         |             |
| 1981.       | 843         |             |
| 1991.       | 991         |             |